# تپه تمپی
تپه تمپی مربوط به دوران‌های تاریخی پس از اسلام است و در شهرستان کهگیلویه، روستای تمبی واقع شده و این اثر در تاریخ ۲۵ اسفند ۱۳۷۹ با شمارهٔ ثبت ۳۵۶۴ به‌عنوان یکی از آثار ملی ایران به ثبت رسیده است.